# Robinson (Illinois)
Robinson és una població dels Estats Units a l'estat d'Illinois. Segons el cens del 2000 tenia 6.822 habitants.

## Demografia
Segons el cens del 2000, Robinson tenia 6.822 habitants, 2.927 habitatges, i 1.835 famílies. La densitat de població era de 725,6 habitants/km².
Dels 2.927 habitatges en un 29,1% hi vivien nens de menys de 18 anys, en un 48,1% hi vivien parelles casades, en un 11,4% dones solteres, i en un 37,3% no eren unitats familiars. En el 32,7% dels habitatges hi vivien persones soles el 17% de les quals corresponia a persones de 65 anys o més que vivien soles. El nombre mitjà de persones vivint en cada habitatge era de 2,27 i el nombre mitjà de persones que vivien en cada família era de 2,87.
Per edats la població es repartia de la següent manera: un 24,3% tenia menys de 18 anys, un 8,1% entre 18 i 24, un 25,9% entre 25 i 44, un 20,8% de 45 a 60 i un 20,8% 65 anys o més.
L'edat mediana era de 39 anys. Per cada 100 dones de 18 o més anys hi havia 82 homes.
La renda mediana per habitatge era de 30.153 $ i la renda mediana per família de 38.974 $. Els homes tenien una renda mediana de 31.890 $ mentre que les dones 21.338 $. La renda per capita de la població era de 16.637 $. Aproximadament el 8,2% de les famílies i l'11,1% de la població estaven per davall del llindar de pobresa.

## Poblacions més properes
El següent diagrama mostra les poblacions més properes.